# 42 de l'Àguila
42 de l'Àguila (42 Aquilae) és una estrella de la constel·lació de l'Àguila. Té una magnitud aparent de 5,45.